# Schizoturanius clavatipes
Schizoturanius clavatipes är en mångfotingart som först beskrevs av Anton Julius Stuxberg 1876.  Schizoturanius clavatipes ingår i släktet Schizoturanius och familjen plattdubbelfotingar. Inga underarter finns listade i Catalogue of Life.